# Amont-et-Effreney
Amont-et-Effreney è un comune francese di 163 abitanti situato nel dipartimento dell'Alta Saona nella regione della Borgogna-Franca Contea.

## Società

### Evoluzione demografica
Abitanti censiti